# Davide e Golia (film)
Davide e Golia (David and Goliath, noto anche come David vs. Goliath - Battle of Faith) è un film del 2016 diretto dai fratelli Wallace.
Il film si ispira alle vicende bibliche dell'incontro fra Davide e Samuele e dello scontro fra Davide e Golia, secondo quanto narrato nell'Antico Testamento, precisamente in 1 Sam 16-17; nella storia compaiono inoltre i tre prodi di 2 Sam 23,8-12 come addestratori di Davide.

## Trama
Dopo che Re Saulo ha perduto il favore di Dio, il profeta Samuele unge il giovane pastore Davide come futuro re d'Israele al posto di Saulo, e lo addestra – con l'aiuto dei guerrieri Jashob, Eleazar e Shammah –  per renderlo un abile combattente, che si scontrerà con il più temibile fra i guerrieri filistei: Golia.